# Mount Trident
Mount Trident är ett berg i Antarktis. Det ligger i Östantarktis. Nya Zeeland gör anspråk på området. Toppen på Mount Trident är 2 667 meter över havet.
Terrängen runt Mount Trident är huvudsakligen mycket bergig. Trakten är obefolkad. Det finns inga samhällen i närheten.